# Agnes Nyanhongo
Agnes Nyanhongo, née en 1960 à Nyanga, est une sculptrice zimbabwéenne.

## Biographie
Née en 1960 à Nyanga, Agnes Nyanhongo est la fille de Claude Nyanhongo. Elle se spécialise dans la sculpture de femmes ayant de la force, de la grâce et de la dignité.
Considérée comme l'une des plus importantes femmes artistes du Zimbabwe, elle est, avec Colleen Madamombe, l'une des rares sculptrices de renommée internationale et compte parmi les personnalités les plus respectées parmi les artistes de la pierre de la « deuxième génération ».
Elle est mariée avec le sculpteur Joseph Munemo.